# Szibilla szász–coburg–gothai hercegnő
Szibilla (teljes nevén Szibilla Kalma Mária Alice Bathildis Feodora szász–coburg–gothai hercegnő) (Gotha, 1908. január 18. – Stockholm, 1972. november 28.) volt Gusztáv Adolf svéd királyi herceg, Västerbotten hercegének felesége, a jelenlegi svéd uralkodó, XVI. Károly Gusztáv anyja.

## Élete

### Leszármazása
Szibilla apja Károly Eduárd szász–coburg–gothai herceg, anyja Viktória Adelaida schleswig-holsteini hercegnő volt, utóbbi révén egy ősi svéd uralkodói ház leszármazottja, míg apja révén Viktória brit királynő dédunokája volt, aki Lipót brit királyi herceg fia volt. Szibilla későbbi férje szintén Viktória királynő dédunokája volt, Artúr brit királyi herceg fia volt.

### Házassága és leszármazottai
1932. október 19-én Coburg városában ment feleségül Gusztáv Adolf svéd királyi herceghez. Gusztáv Adolf volt a legidősebb fia Gusztáv Adolf koronahercegnek, a későbbi VI. Gusztáv Adolf svéd királynak és feleségének Margit connaughti hercegnőnek.
A házasságból öt gyermek született: négy lány és a későbbi XVI. Károly Gusztáv svéd király. Szibilla férje 1947-ben, fia születése után nem sokkal repülőbalesetben meghalt.

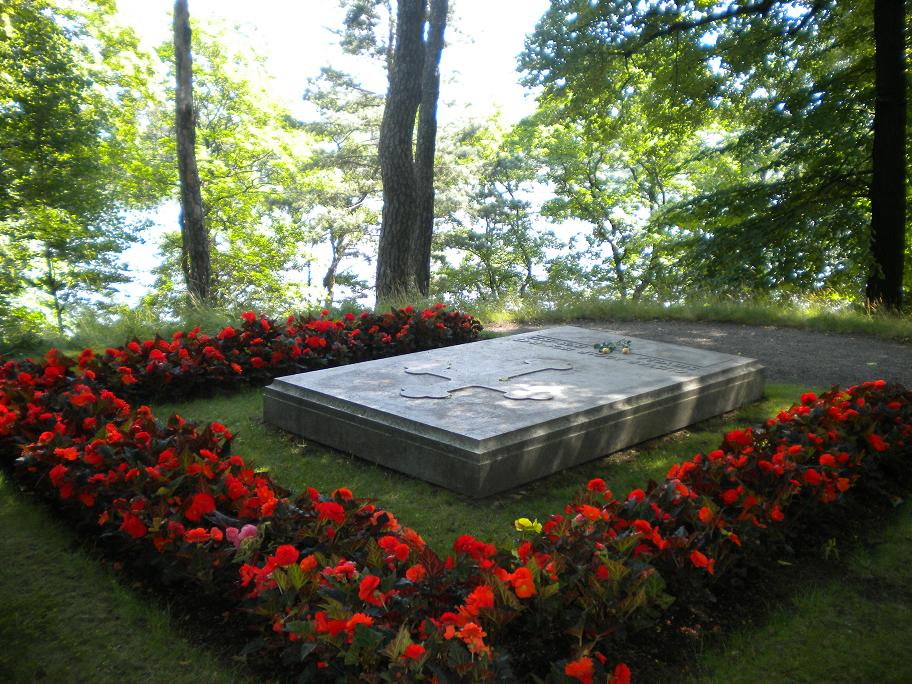
Szibilla és Gusztáv Adolf sírja a Karlsborg szigeten, a Stockholmhoz közeli Solna községben

Férje mostohaanyjának, Lujza svéd királynénak 1965-ös halálát követően Szibilla volt a svéd uralkodóház rangidős hercegnője és hivatalos események alkalmával apósa, VI. Gusztáv Adolf kísérője.
Ennek ellenére Szibillának nem volt könnyű élete Svédországban: a három leánygyermek születése után nagy nyomás nehezedett rá, hogy végre egy fiúutódot szüljön, illetve a második világháború alatt - német származása miatt - a legtöbb svéd elutasította (Szibilla apja a nácik támogatója volt). 1972-ben, rákos betegség következtében halt meg.